# Amelia Windsor
Lady Amelia Windsor (en inglés: Amelia Sophia Theodora Mary Margaret Windsor; Cambridge, Inglaterra, 24 de agosto de 1995) es una modelo británica y miembro de la Familia Real Británica por ser nieta de Eduardo de Kent, primo hermano de la reina Isabel II del Reino Unido. Ocupa un puesto en la línea de sucesión al trono británico.

## Biografía

### Nacimiento y familia
Lady Amelia Windsor nació el 24 de agosto de 1995 en el Hospital Rosie de Cambridge y fue bautizada en diciembre de 1995 en la Capilla real del Palacio de St. James. 
Es la hija menor de George Windsor y Sylvana Tomaselli, condes de St. Andrews. Su madre, canadiense de nacimiento e historiadora de profesión, actualmente trabaja como profesora en la Universidad de Cambridge. Tiene dos hermanos mayores: Eduardo Windsor, Lord Downpatrick, nacido en 1988, y Lady Marina Windsor, nacida en 1992. Actualmente, ocupa el cuadragésimo segundo puesto en la línea de sucesión británica por detrás de su padre, a pesar de ser la hija menor. Sus dos hermanos fueron excluidos de la sucesión por profesar la fe católica.
Su abuelo paterno es el príncipe Eduardo de Kent, que es primo hermano de Isabel II. Sus bisabuelos paternos fueron Jorge de Kent y Marina de Grecia y Dinamarca, nieta de Jorge I de Grecia y primo de Felipe de Edimburgo. A través de su abuela paterna, Catalina de Kent, es bisnieta de Sir William Arthington Worsley de Hovingham, IV Barón. Por línea materna desciende de los Tomaselli, familia noble austriaca. Es prima tercera de Guillermo de Gales y Enrique de Sussex.

### Educación
Estudió en St. Mary's School, un internado exclusivo para mujeres situado en Ascot al que han acudido Ana Botín, la princesa Carolina de Mónaco y Lady Luisa Windsor, hija de Eduardo de Edimburgo y nieta de la reina Isabel II.
Tras terminar sus estudios secundarios, Lady Amelia pasó un año sabático en India y Tailandia. Luego, estudió francés e italiano en la Universidad de Edimburgo.

### Vida privada
Tras haberse mantenido apartada del foco mediático durante toda su vida, en diciembre de 2013 fue el centro de atención de la prensa británica en el marco de su puesta de largo en el baile de debutantes de París. Desde entonces, sus apariciones, principalmente en eventos de moda, la han mantenido en el foco de atención de los tabloides británicos.

## Carrera
En febrero de 2016 hizo su debut como modelo al aparecer en la portada de la revista Tatler con un diseño de la firma británica Erdem.
En 2017 Lady Amelia firmó con la agencia Storm Model Management. Desde entonces ha participado en desfiles de grandes firmas internacionales. En febrero de 2017 debutó en la pasarela desfilando para Dolce & Gabbana en la Milan Fashion Week, además de formar parte de la campaña de otoño de 2017 de esa misma firma.
En 2017 fue escogida como una de las mejor vestidas en la lista anual que publica la revista de moda Vanity Fair. También ese año fue nombrada “el miembro más atractivo de la Familia Real Británica” por Tatler. Figuró en la portada de agosto de 2017 de Vogue Japón.
En 2018, Lady Amelia lanzó una línea de calzado con Penelope Chilvers, en la que también participó como modelo.
Lady Amelia ha trabajado para Chanel, Azzedine Alaia y como interna para BVLGARI.

## Sucesión
| Precedido por: George Windsor, conde de St. Andrews | Línea de Sucesión al Trono Británico 43º. | Sucesor: Helen Taylor |